# SV Austria Salzburg
SV Austria Salzburg är en österrikisk fotbollsklubb, baserad i Salzburg. Klubben grundades 2005 av några supportrar till SV (Austria) Salzburg, efter de fått nya ägare som bytte namn på klubben till FC Red Bull Salzburg och 
ändrade klubbfärgerna från traditionella violett och vit till röd och vit.

## Från sjunde till tredje divisionen
Klubben som startade i Österrikes sjunde högsta serie 2006 vann fyra raka mästerskap och spelade i Regionalliga West säsongen 2010/2011. Efter flera år med placeringar på övre halvan i tredje divisionen vann Salzburg Regionalliga West säsongen 2013/2014 och gick till playoff. I playoff förlorade de med sammanlagt 5-2 på två matcher, mot FAC Wien, och lyckades därför inte ta sig upp till näst högsta divisionen, Erste Liga.